# Фікційний фіналізм
Фікційний фіналізм — один з концептів індивідуальної психології, запропонованих Альфредом Адлером. Окрім фікційного фіналізму, таких концептів є ще шість: почуття неповноцінності та його компенсація; прагнення переважання, вершинним проявом якого є прагнення досконалості; соціальний інтерес; стиль життя; творче «Я»; порядок народження. Кожен з них ґрунтовно виражений та безпосередньо логічно пов'язаний з усіма іншими.
Суть фікційного фіналізму полягає в тому, що поведінка індивідуума підкорюється тим цілям щодо майбутнього, які він сам вибрав.
Фікційний фіналізм позначає ту поведінку людини, що скерована уявними або фіктивними мотивами, які не можливо перевірити, спростувати чи підтвердити, тобто — це ставлення людей до своїх життєвих кредо, ідеалів, ціннісних орієнтацій як до істинних та незаперечних, хоча насправді вони такими не є.

## Ідея
За основу концепту фікційного фіналізму Адлер взяв «мотиви-фікції», сутність яких визначена у зв'язку з «схемою апперцепції».
Ідею «мотивів-фікцій» він взяв у німецького філософа Ганса Вайінгера. У формуванні концепту фікційного фіналізму важливу роль зіграла його праця «Філософія можливого», в якій Вайінгер висловив ідею про те, що люди більш схильні до впливу своїх очікувань відносно майбутнього, чим впливу реальних минулих подій свого життя. Вайінгер вважав, що людей до певної поведінки спонукає не те, що є насправді істинним, а те, що є таким на їх думку.
Фікційний фіналізм — суб'єктивні причини психологічних явищ. Психологічні феномени неможливо зрозуміти, не ґрунтуючись на принципі фіналізму, лише фінальні цілі можуть пояснити людську поведінку. Фінальна мета може бути фікцією, тобто недосяжним ідеалом, але є реальною стимул-реакцією і дає остаточне пояснення поведінки.

## Приклади
- Багато людей живе з переконанням, що наполеглива та ретельна повсякденна праця гарантовано приведе до успішності. Але це є фікцією, оскільки багато з тих, хто дотримується цього принципу не досягають значних успіхів у житті.
- Переконання нацистів в перевазі арійської раси над усіма іншими. Ця ідея не мала під собою реального ґрунту, але, не зважаючи на це, Адольф Гітлер переконав багатьох німців діяти, виходячи з того, що арійці — велична раса.
- Віра в те, що Бог винагородить після смерті тих людей, що жили згідно заповідей на землі — мотив-фікція, оскільки не має незаперечних доказів існування Бога.